# 68109 Naomipasachoff
68109 Naomipasachoff este un asteroid din centura principală de asteroizi.

## Descriere
68109 Naomipasachoff este un asteroid din centura principală de asteroizi. A fost descoperit pe 17 decembrie 2000 la Stația Anderson Mesa în cadrul programului LONEOS. Asteroidul prezintă o orbită caracterizată de o semiaxă mare de 2,47 ua, o excentricitate de 0,10 și o înclinație de 8,7° în raport cu ecliptica.